# San Antonio Cucul
Hacienda San Antonio Cucul es una hacienda ubicada en la localidad de Mérida, municipio de Mérida, en Yucatán, México. Se encuentra en el fraccionamiento del mismo nombre al norte de la ciudad de Mérida, capital del estado de Yucatán.

## Las haciendas en Yucatán
Las haciendas en Yucatán fueron organizaciones agrarias que surgieron a finales del siglo XVII y en el curso del siglo XVIII a diferencia de lo que ocurrió en el resto de México y en casi toda la América hispana, en que estas fincas se establecieron casi inmediatamente después de la conquista y durante el siglo XVII. Tuvieron una aparición tardía, por razones geográficas, ecológicas y económicas, particularmente la calidad del suelo y la falta de agua para regar. 
Una de las regiones de Yucatán en donde se establecieron primero haciendas maiceras y después henequeneras, fue la colindante y cercana con Mérida. A lo largo de los caminos principales como en el "camino real" entre Campeche y Mérida, también se ubicaron estas unidades productivas. Fue el caso de los latifundios de Yaxcopoil, Xtepén, Uayalceh, Temozón, Itzincab y San Antonio Sodzil.
Ya en el siglo XIX, durante y después la llamada Guerra de Castas, se establecieron las haciendas henequeneras en una escala más amplia en todo Yucatán, particularmente en la región centro norte, cuyas tierras tienen vocación para el cultivo del henequén.
En el caso de San Antonio Cucul, al igual que la mayoría de las otras haciendas, dejaron de serlo, con peones para el cultivo de henequén, para convertirse en un ejido, es decir, en una unidad colectiva autónoma, con derecho comunitario de propiedad de la tierra, a partir del año 1937, después de los decretos que establecieron la reforma agraria en Yucatán, promulgados por el presidente Lázaro Cárdenas del Río. El casco de la hacienda permaneció como propiedad privada.

## Toponimia
San Antonio se refiere a Antonio de Padua. Cucul en lengua maya significa llevar rodando.

## Datos históricos
- En 1690 se menciona por primera vez.
- En 1783 es propiedad de Joseph Méndez.
- En 1795 es propiedad del teniente coronel Diego Acevedo..
- En la década de 1970 queda en poder del Ing. Erik Rubio Ancona.
- A finales del Siglo pasado, la Hacienda y los terrenos colindantes fueron declarados oficialmente Patrimonio Cultural del Municipio de Mérida.

## Restauración
El casco de la hacienda fue totalmente remodelado en 2013 y convertido en la estancia de un hermoso conjunto residencial tipo boutique.  La restauración, a cargo del Arq. Salvador Reyes, se llevó a cabo con la invaluable participación del Instituto Nacional de Antropología e Historia y de la oficina de Desarrollo Urbano del Municipio de Mérida. Se rescataron además otras estructuras de este monumento incluyendo la noria de sangre, arcos, restos de acueductos y los corrales originales.

## Demografía
Según datos del INEGI, en 1960 la población de la localidad era de 3 habitantes, de los cuales 2 eran hombres y 1 eran mujeres.
| 84                          | 91 | 60 | 21 | ? | 6 | 3 |
| (Fuente: INEGI [Consultar]) |    |    |    |   |   |   |

## Galería

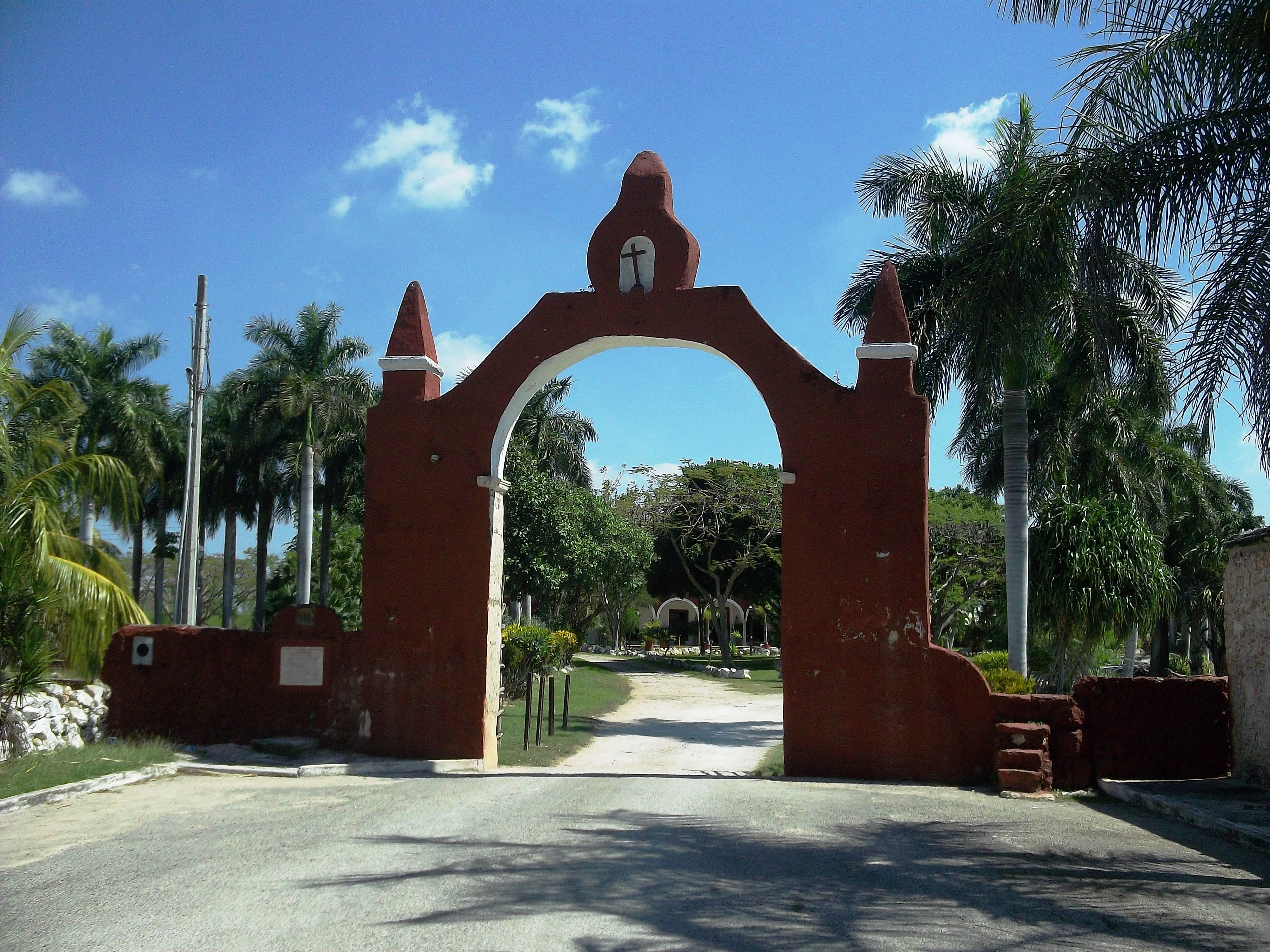
Entrada.
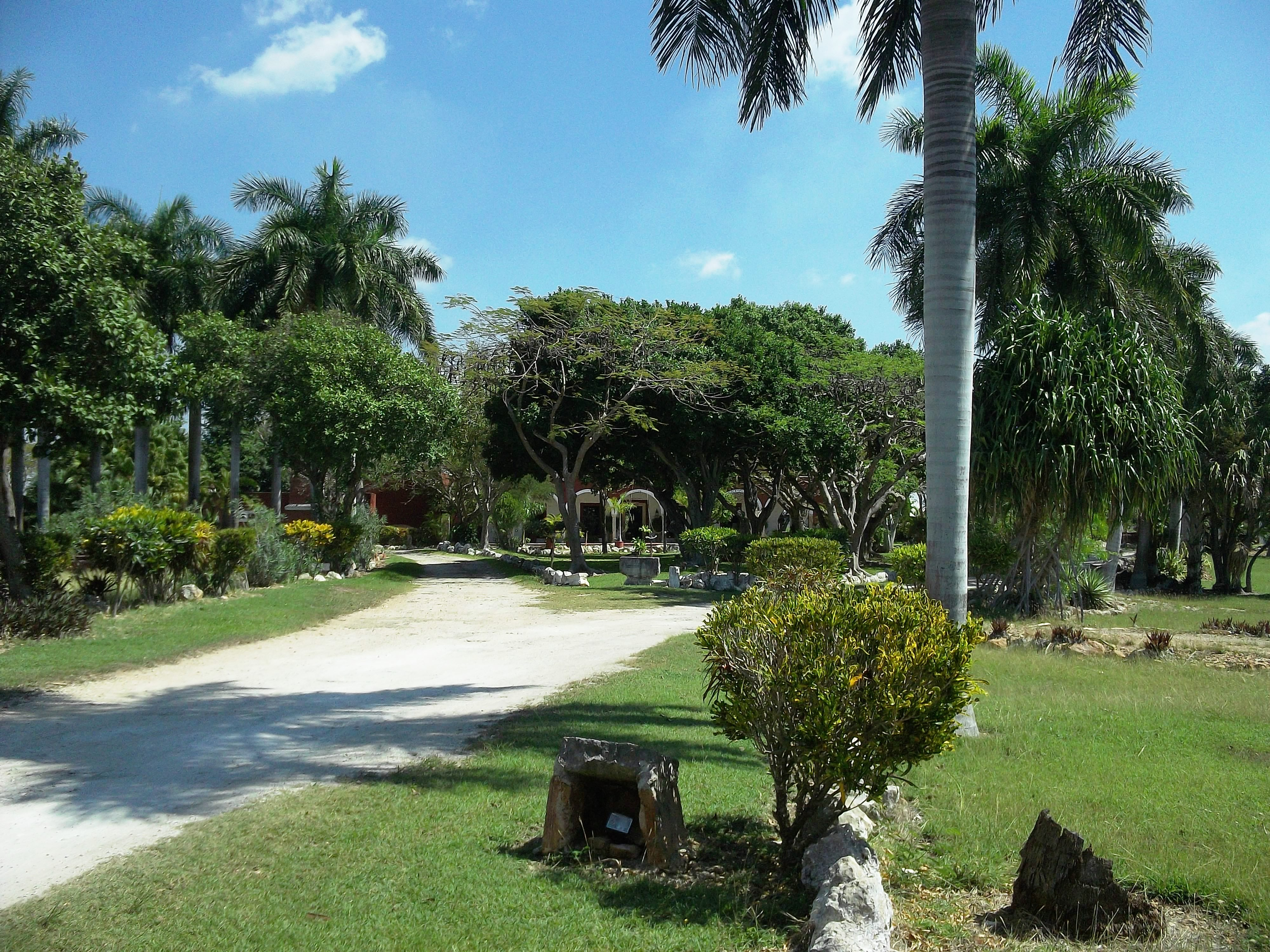
Hacienda.
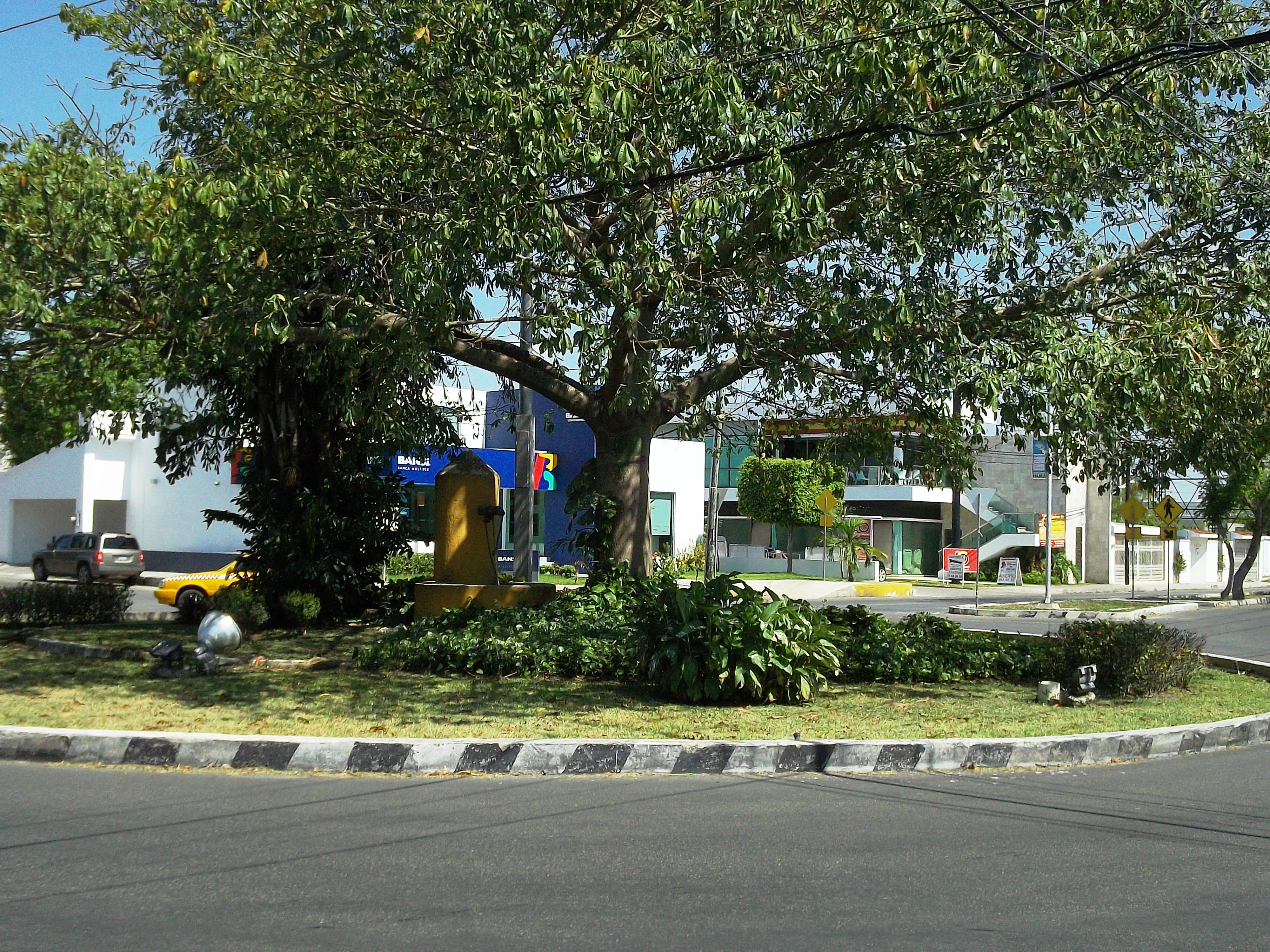
Hacienda.
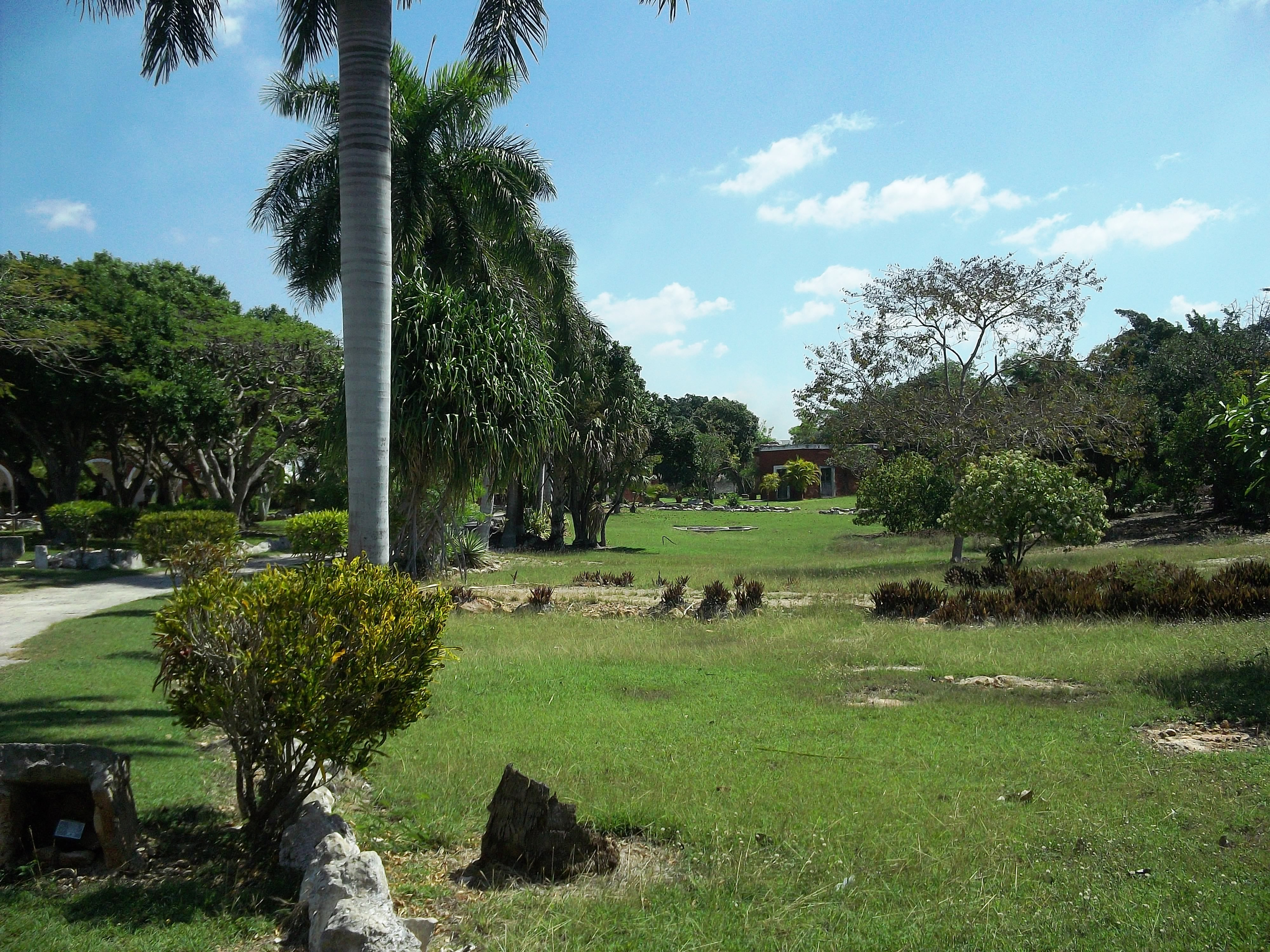
Hacienda.
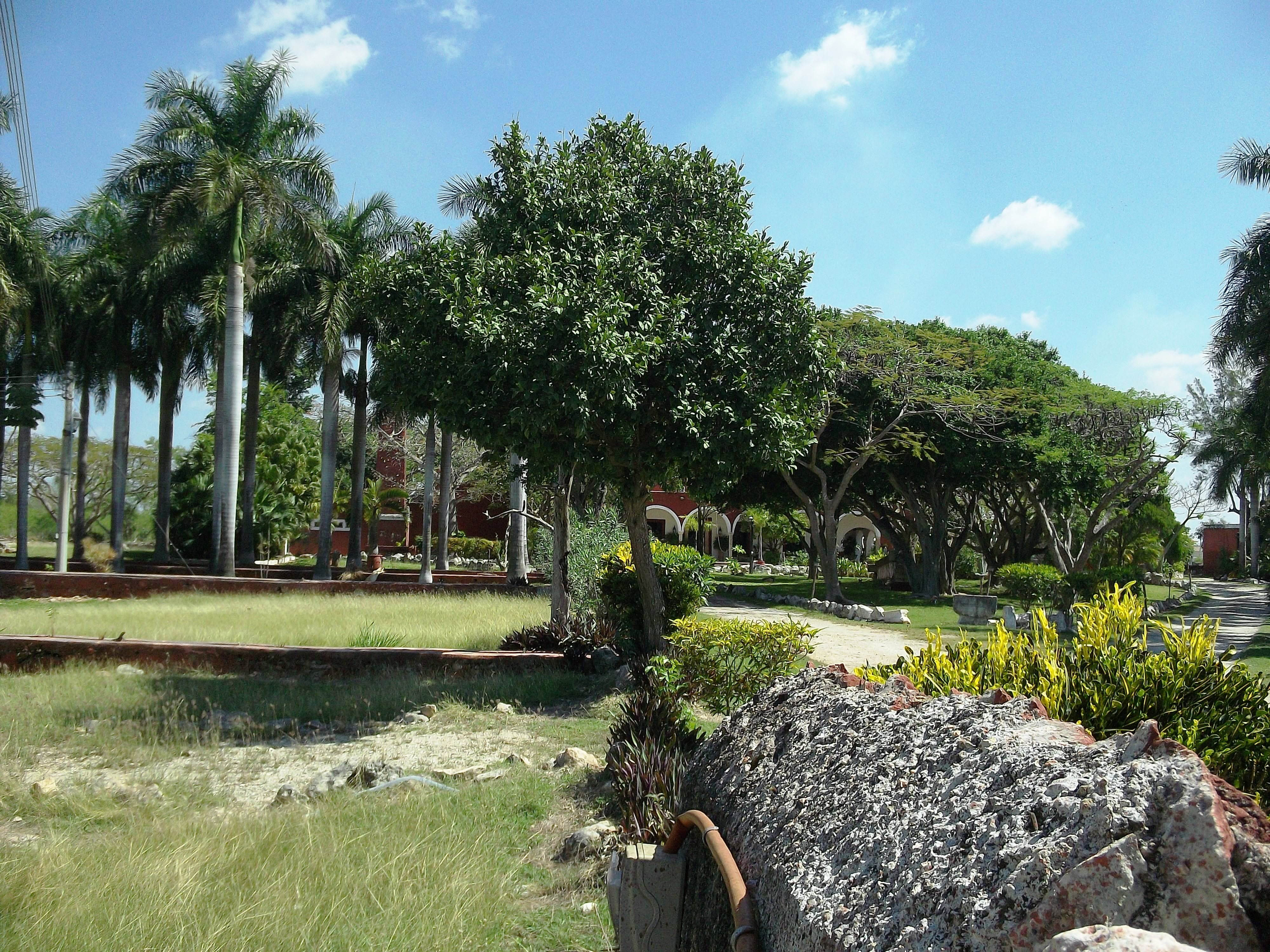
Hacienda.
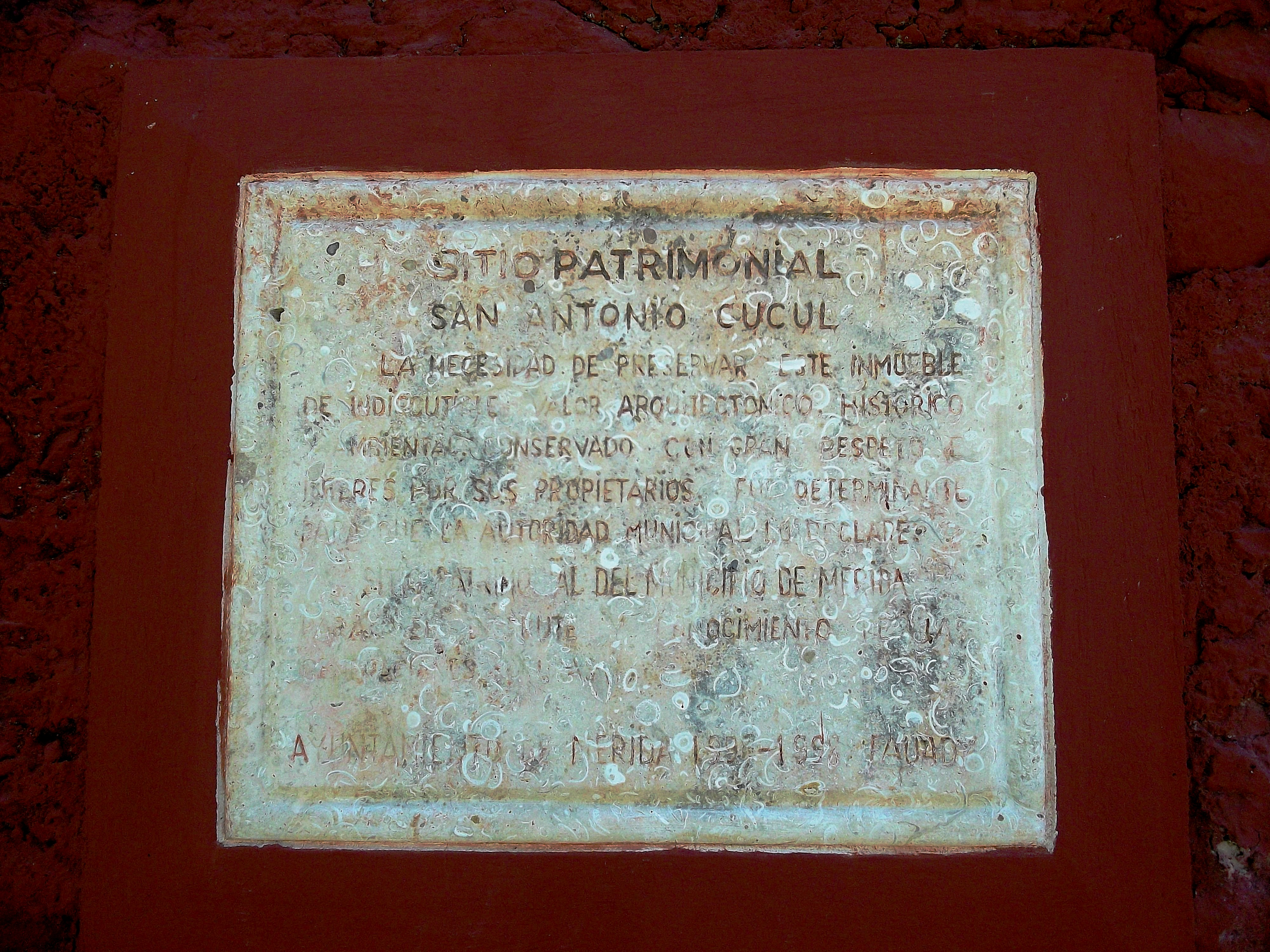
Hacienda.
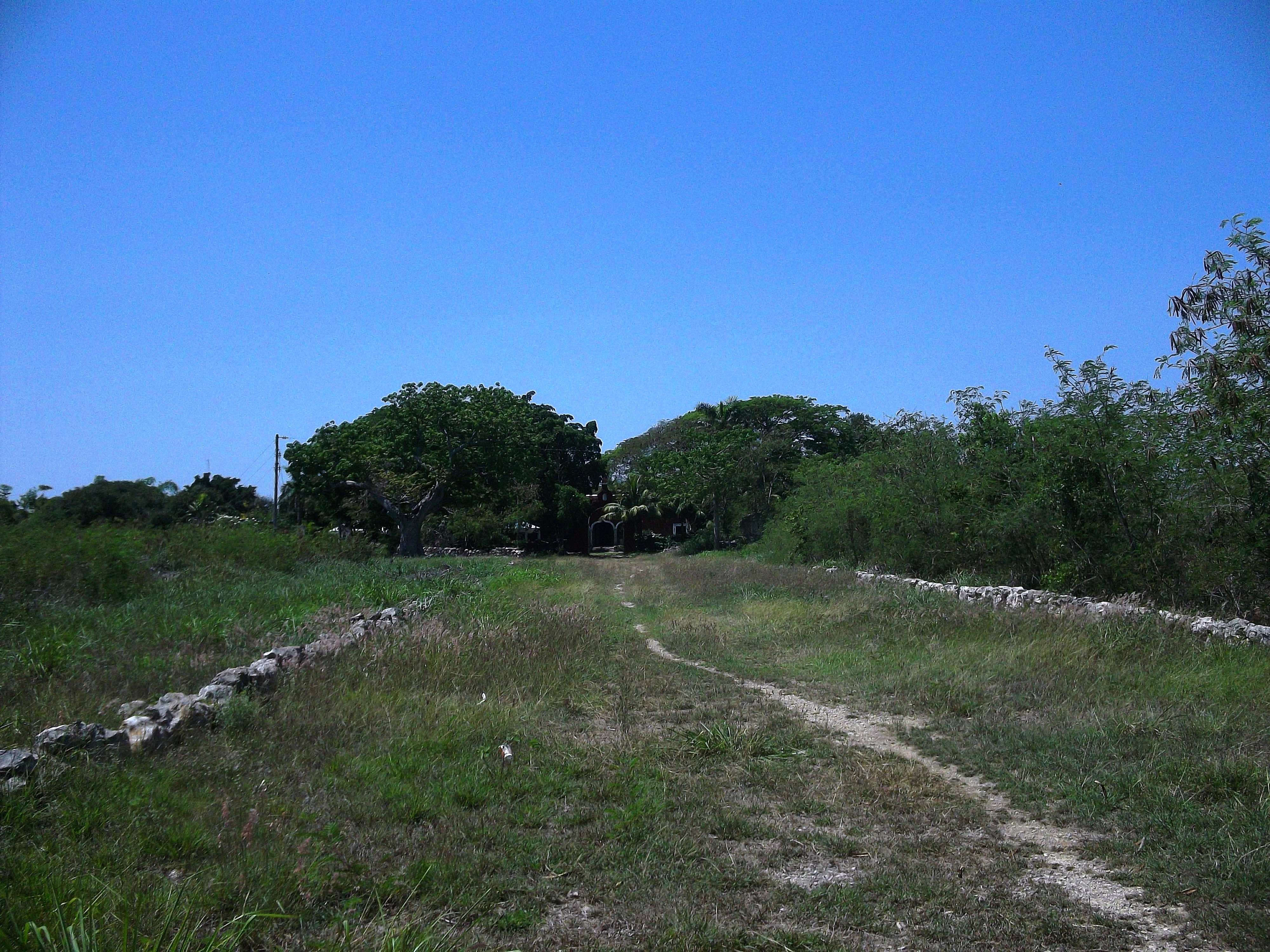
Hacienda.